# Certima animata
Certima animata là một loài bướm đêm trong họ Geometridae.